# Aeroporto de Gwangju
Aeroporto de Gwangju (Hangul: 광주공항, Hanja: 光州空港, Romanização Revisada do Coreano: Gwangju Gonghang, McCune-Reischauer: Kwangju Konghang) (IATA: KWJ, ICAO: RKJJ) é um aeroporto localizado na cidade de Gwangju, Coreia do Sul. É administrado pela Korea Airports Corporation.